# پرواز ۲۲۸۳ پاساردو لینهاس آئرئاس
پرواز ۲۲۸۳ پاساردو لینهاس آئرئاس (انگلیسی: Voepass Linhas Aéreas Flight 2283) یک پرواز داخلی مسافربری برزیلی بود که در وینیهدو، سائوپائولو، در ۹ اوت ۲۰۲۴، پس از آنکه مشاهده می‌شد که دچار یک وضعیت چرخشی یکنواخت اسپین شده بود، سقوط کرد. این هواپیما، یک هواپیمای توربوپراپ ای‌تی‌آر ۷۲، در حال پرواز از فرودگاه کسکول، کاسکاول، پارانا، به فرودگاه بین‌المللی سائو پائولو گوارولوس، سائوپائولو، با ۵۷ مسافر و چهار خدمهٔ پرواز بود. این هواپیما در ارتفاع ۱۷۰۰۰ فوتی (۵۲۰۰ متری) در حال پرواز بود که از کنترل خارج شد و در حدود ساعت ۱۳:۲۲ به وقت محلی وارد یک فرود سریع شد. همه ۶۱ سرنشین هواپیما کشته شدند. این اولین حادثه مرگبار هوایی بود که برای شرکت پاساردو لینهاس آئرئاس از زمان تأسیس آن در سال ۱۹۹۵ رخ داد.

## پیشینه
هواپیمای مورد نظر، که به عنوان (PS-VPB) ثبت شده است، یک ای‌تی‌آر ۷۲–۵۰۰ توربوپراپ دو موتوره ۱۴ ساله با شماره سریال ۹۰۸ بود که توسط دو موتور کانادایی Pratt & Whitney Canada PW127M کار می‌کرد. این هواپیما در سپتامبر ۲۰۲۲ توسط Voepass از شرکت اندونزیایی پلیتا ایر سرویس خریداری شد.